# Mammillaria melaleuca
Mammillaria melaleuca là một loài thực vật có hoa trong họ Cactaceae. Loài này được Karw. ex Salm-Dyck mô tả khoa học đầu tiên năm 1850.

## Hình ảnh

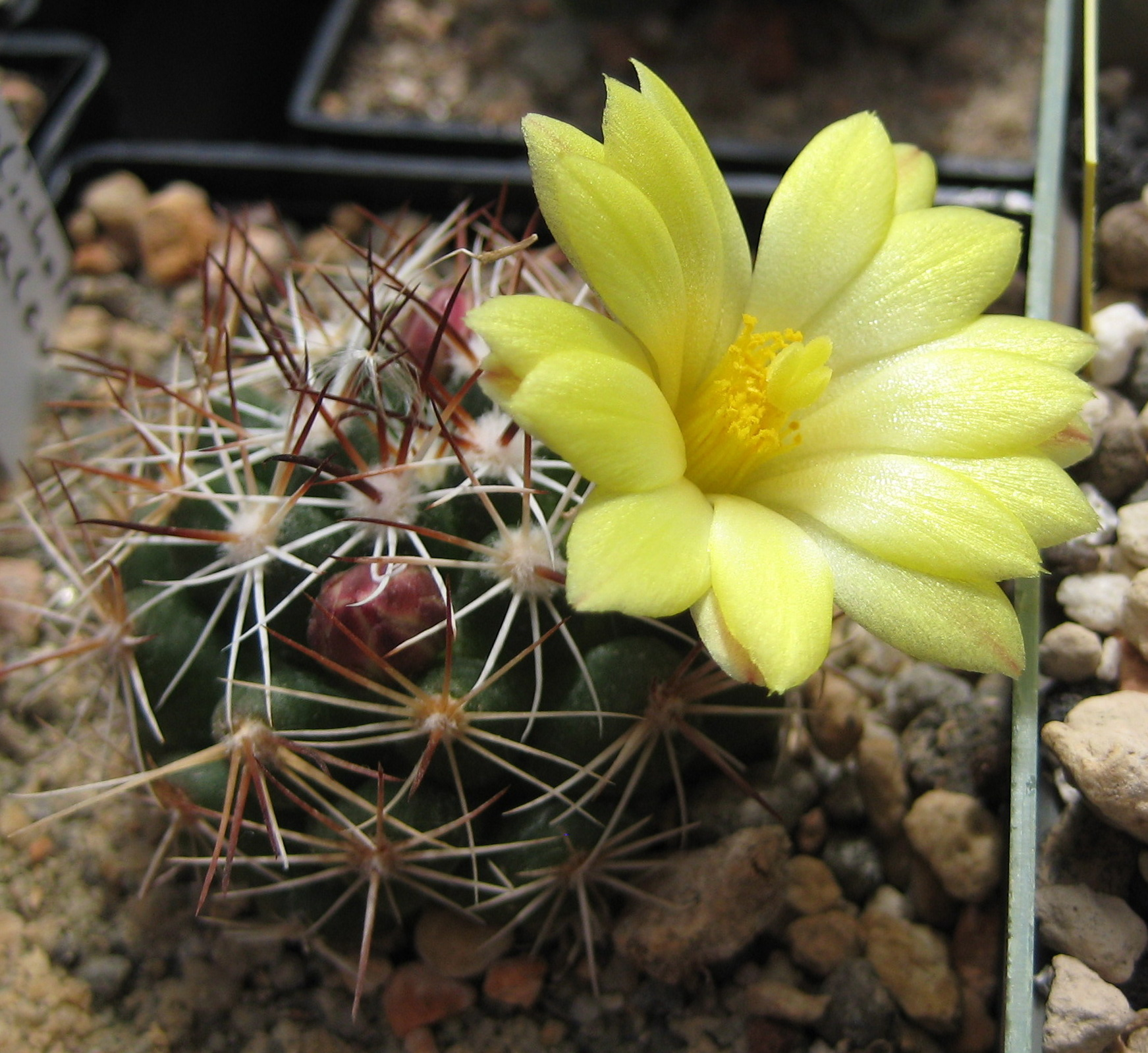
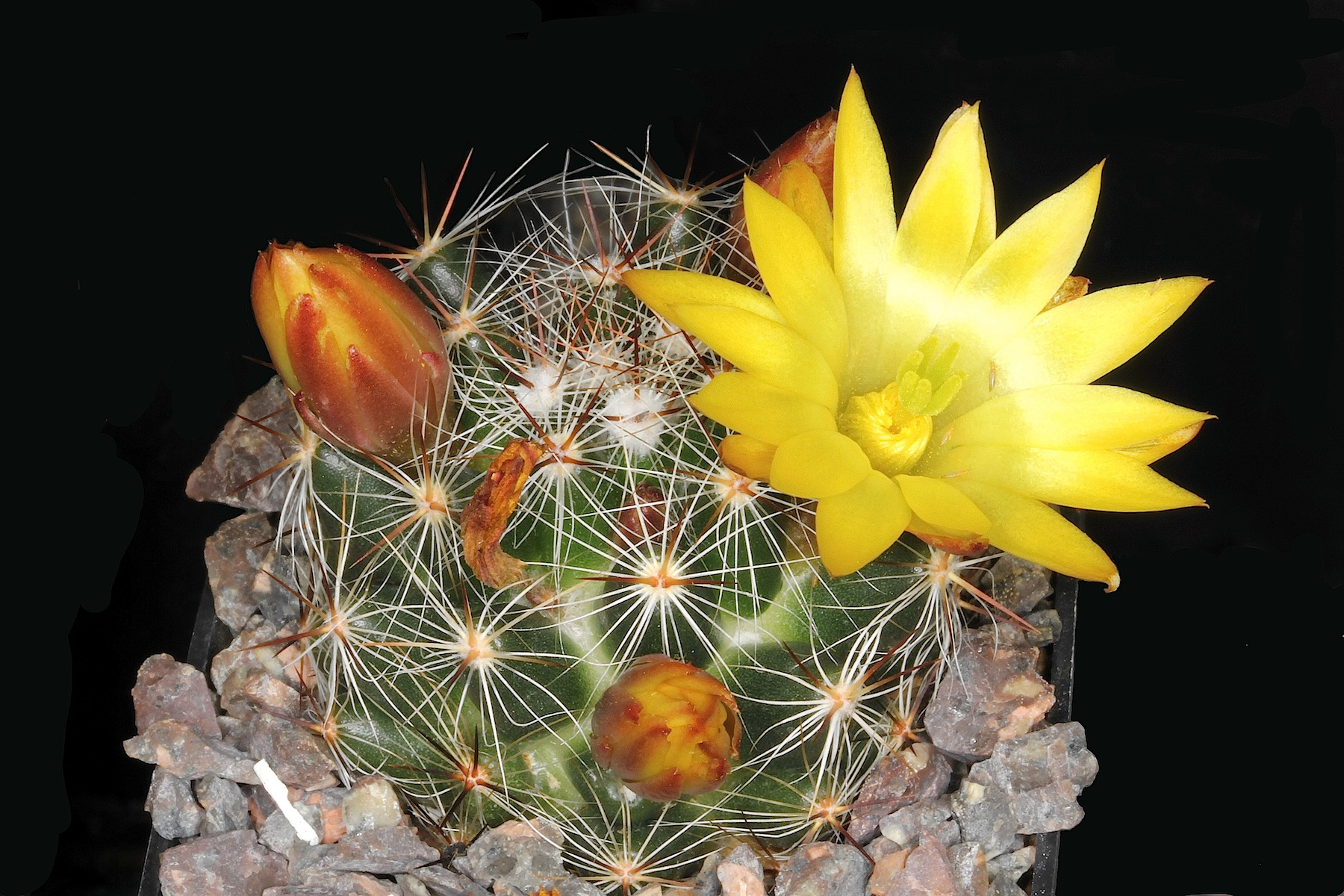